# Staro-Voljski
Staro-Voljski (en rus: Старо-Волжский) és un poble (un possiólok) de l'óblast d'Astracan, a Rússia, segons el cens del 2010 tenia 968 habitants.